# 2014年ソチオリンピックとLGBT権利抗議活動

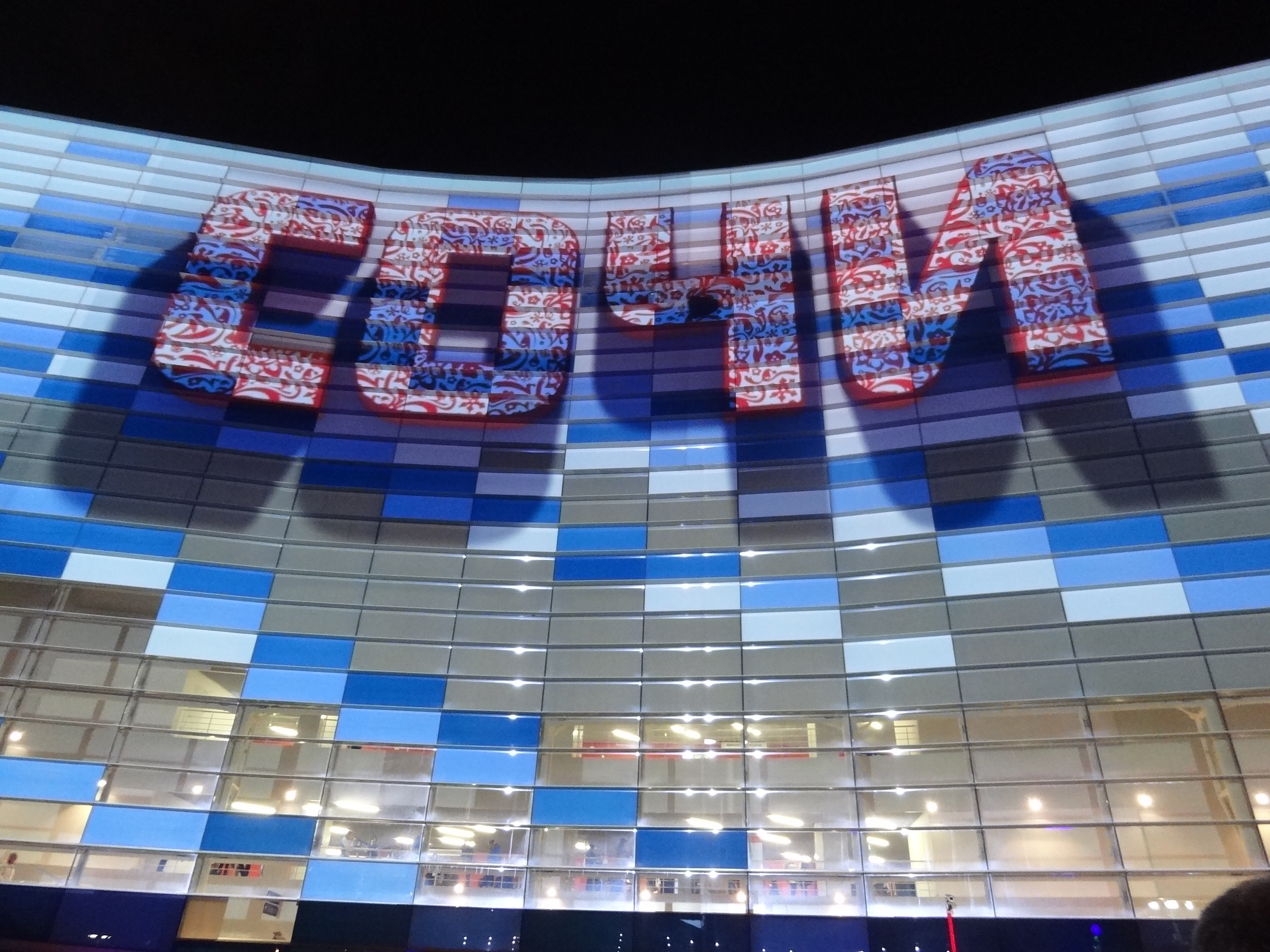
ソチのアイスバーグ・スケート・パレス（2014年2月11日）
ソチ五輪のフィギュアスケートやスピードスケートの競技会場。

本項では、2014年ソチオリンピックとその開催地であるロシアで行われたレズビアンやゲイ、バイセクシュアル、トランスジェンダー（LGBT）の権利をめぐる抗議活動について解説する。
ソチオリンピック開催期間中のLGBT当事者のアスリートとサポーターをとりまく懸念は、2012年3月の段階ですでに表面化していた。この月、ロシアの裁判所は、当時有志によって大会会場であるソチでの設置が計画されていたプライドハウス を不許可とし、プライドハウスが「伝統的でない性的関係のプロパガンダ」であり、「ロシア社会の安全を傷つけ、家庭における母性と青少年保護の領域において」公衆道徳とロシア国内の方針を侵害する存在であるとする判決を下していた。しかしながら、抗議活動の大半は、2013年6月に成立した未成年者への「非伝統的な性的関係」の宣伝を禁止する法律（通称同性愛禁止法）に対して行われていた。この宣伝禁止法は、欧米のメディアやこの法案に批判的な人々からは、この法律がLGBTQのシンボルの掲示禁止とLGBT文化の抑制にまで適用しうることから「ゲイ・プロパガンダ」の禁止であるとみなされていた。さらに、この法律が施行されることで、同性愛嫌悪に基づく暴力事件や、LGBTコミュニティに賛同する抗議参加者の検挙の増加が懸念されていた。
オリンピック憲章の「オリンピズムの根本原則」には、いかなる差別も禁止することが明記されていたことから、開催間近であった冬季オリンピックが同性愛禁止法から受ける影響は、大会に参加するアスリートや西側メディアにとって大きな関心事であった。早い段階から国際的な圧力がかけられ、国際オリンピック委員会（IOC）に開催地を別の国に変更する要求や、オリンピックのスポンサー企業に対してLGBT差別の撤廃に賛同する姿勢を求める動きがみられた。また、これに前後して、大会の開催前や開催期間中、開催後にも様々な団体やグループによってボイコットや抗議が行われ、アスリートの中にはブライアン・ボイタノやダニエラ・イラシュコ＝シュトルツのように、カミングアウトを法案への象徴的な抗議として踏みきった選手もいた。また、大会前には、オリンピックの主要スポンサー企業にも同様の圧力がかけられ、非スポンサー企業からもLGBTの権利を支持する声明が発表されることがあった。ロシア国外の政府関係者のうちの数名がオリンピックへの出席を辞退したが、これについて欧米のメディアは、この法律との関連を指摘している。一方で、冬季大会は「必ず出席しなければならない」イベントではないために、通常は少数の国家指導者・政府関係者しか参加しないという意見もある。

## 沿革

### 2013年
- 6月 - 「非伝統的な性的関係の宣伝」を禁止し、「未成年者に同性愛者のコミュニティに関する情報を提供した場合には罰金を科す」という法律が、ロシア連邦議会のほぼ満場一致の支持を得て可決、プーチン大統領によって署名される[12]。
- 6月29日 - 新たに制定された法律によって、サンクトペテルブルクで行われていた集会に参加していた数十人のゲイ活動家が、暴行されたうえ逮捕される[13][14]。
- 7月 - ロシア国内の同性愛者の権利に関する意識を高め、人権侵害国へのオリンピック招致を阻止を目的とした、多角的なキャンペーンが展開される[12]。
- 7月23日 - 同性愛禁止法によってムルマンスクに滞在中の外国人が初めて逮捕。オランダ国籍の市民4名が人権セミナーに参加し、ロシア国内のゲイライフについてのドキュメンタリーの撮影を行っている最中のことであった[15][16]。
- 8月14日 - アメリカの中距離走選手、ニック・シモンズ（英語版）が国際的アスリートとしては初めて『同性愛禁止法』をロシア国内にいながら非難した[17]。モスクワの800メートル走で銀メダルを獲得した直後のことだった。シモンズはメダルをゲイやレズビアンの友人に捧げ、LGBTの平等を訴えた。
- 8月26日 - オーストラリアのスノーボード選手、ベル・ブロッコフ（英語版）が自身がゲイ[注釈 2]であることを公言。レズビアンやゲイのアスリートのために、同性愛禁止法に耳目を集めることを目的として[18]。
- 8月29日 - アメリカのヒューマン・ライツ・キャンペーンが国際オリンピック委員会のワールドワイド・スポンサー10社（ダウ・ケミカル、コカ・コーラ、ゼネラル・エレクトリック、マクドナルド、プロクター・アンド・ギャンブル、パナソニック、サムスン、オメガ、Visa、アトス）に書簡を送る。同性愛禁止法に反対する明確で明白な公的立場の表明、LGBTを標的とした暴力の糾弾と説明責任の要求、LGBTの選手や参加者の安全のための書面による約束を獲得、LGBTの平等への支援を違法とする国からの今後のオリンピック招致を拒否することなどに言及する内容だった[19]。
- 9月5日 - カナダのスピードスケート選手、アナスタシア・バクシス（英語版）が「同性愛禁止法に対する反応として」公的にゲイとしてカミングアウト[20]。
- 9月25日 - モスクワのダウンタウンにあるソチオリンピック組織委員会オフィスの外で、ゲイライツ活動家2名が警察に拘束される。彼らは、「ホモフォビアはロシアの恥」というポスターを掲げて抗議活動を行っていました[21]。
- 12月15日 - フランス大統領フランソワ・オランドが、（ロシアの同性愛禁止法に公然と反対の立場をとっている）男性市民とキスし、その後ドイツ連邦大統領ヨアヒム・ガウク、欧州委員会のビビアン・レディング（英語版）らと共に、同法律への抗議を意図にソチオリンピックをボイコットした[22]。
- 12月20日 - アメリカの公式訪問団にバラク・オバマ大統領本人、その家族、ならびに閣僚メンバーが参加しないことが発表される。少なくとも20年ぶり初めてのことであった[23]。なお、訪問団はレズビアンを公言しているビリー・ジーン・キングなど、カミングアウトしたアスリートや引退選手で構成され、「直近のロシアによる同性愛禁止法に対する明確なジャブが放たれた[24]」。
- 12月29日 - アメリカのオリンピック金メダリスト、ブライアン・ボイタノがゲイをカミングアウト。彼はオバマ大統領によってアメリカ公式訪問団に選出されていた。この行動は、同性愛禁止法への対応として広く知られることとなった[25]。

### 2014年

#### オリンピック開催前
- 1月10日 - アメリカ合衆国国務省がアメリカ国民に対してオリンピックに向けての渡航に警告を出す。特に、LGBT当事者に対しては以下のように呼びかけた：「ロシア政府は『非伝統的な性的関係の宣伝』を未成年者に対して行うことを禁じる法律を整備しています。ロシア当局は『宣伝』の定義を曖昧にしており、この法律は外国人にも適用されるとしています。この容疑で有罪判決を受けた場合、罰金、懲役、国外追放の可能性があります。[26]」
- 1月17日 - ロシア大統領ウラジーミル・プーチンが、オリンピックボランティアとの会談でボランティアが着用する虹色のユニフォームは同性愛禁止法に違反しないとの見解を示し、「我々は非伝統的な性的関係を禁止していません…我々は同性愛とペドフィリアの宣伝を禁じたのです[27]」と語った。レインボーフラッグと虹色はLGBTQコミュニティの国際的なシンボルである。同性愛と小児性愛の結びつけは、LGBTの社会運動に否定的な人々によってよく行われてきた。アメリカの南部貧困法律センター（SPLC）は、2010年の冬に発表した『インテリジェンスレポート』の中で、1980年代以降、「宗教右派の強硬派が、同性愛者を悪者にしたてる方法、あるいは少なくとも、同性愛者の社会参加を妨げる方便を探している」という組織的な取り組みがあったことを指摘している[28]。これらの団体は反同性愛的な作り話を用いて、「『同性愛は絶対的な社会的悪であり、抑圧せねばならない』という主張の基礎を形成しているが、この意見は事実上すべての関連する医学的・科学的権威によって否定されている」[29]。SPLCはまた、これらの反同性愛的な作り話が、「アメリカの他のどのマイノリティグループよりも暴力が向けられているLGBTコミュニティに対する、憎悪犯罪による暴力案件を引き起こす一因となっているのはほぼ確実である」と指摘している[30]。
- 1月18日 - ソチの800キロ北に位置するヴォロネジで、地元在住のゲイのロシア人抗議参加者、パーヴェル・レベデフ[注釈 3]が、聖火リレーの沿道でレインボーフラッグを掲げていたため、タックルされて拘束される[31]（1月23日参照）。
- 1月23日 - オリンピックのスポンサー企業、マクドナルドがオリンピック参加者への激励を目的としたソーシャルメディアキャンペーン「#CheerstoSochi」を開始。だが、上述のパーヴェル・レベデフに関する抗議・支援の画像やメッセージを投稿するために、このハッシュタグは彼を応援する活動家たちによって乗っ取られてしまった[32]。
- 1月28日 - オリンピックのスポンサー企業、コカ・コーラが、コーラの缶にオリンピック選手への応援メッセージを書き込めるサービスの停止を余儀なくされる。LGBT活動家たちがサービスをハイジャックし、「コーラの缶を用いて世界中の人々が、ロシアによる同性愛に向けられた残虐行為を浮き彫りにした[33]」。
- 1月29日
  - ソチ組織委員会の責任者、ドミトリー・チェルニシェンコが、アスリートが大会中の記者会見で政治的な発言をすることについて言及する。アスリートによる政治的な発言に容認的な立場を示したIOCのトーマス・バッハ会長とは対照的に、チェルニシェンコは、オリンピック会場から10マイル離れた場所に政治的な話をするためのフリー・スピーチ・ゾーン（英語版）が用意されていると発言した[34][35][注釈 4]。
  - イギリス文化省長官、マリア・ミラーが、BBCとのインタビューにおいて英国政府はオリンピック大会に併せて、ロシア国内でかつどうする同性愛者権利活動家に対し特別な資金援助を行うことに言及した[37]。
  - LGBTメディア監視団体GLAAD（Gay and Lesbian Alliance Against Defamation）が、2014年のオリンピックを取材するジャーナリストのためのリソースガイドと、「国内外のメディアにおいて、LGBTの当事者たちやその家族についての、文化を変えるようなストーリーを共有する」番組、「Global Voices」を開始[38]。
- 1月30日 - 50人以上の現役選手と元アスリートたちがロシアによる反LGBT政策に抗議して、「建前上は反差別を保証しているオリンピック憲章の条項に由来する」第6項運動（英語版）が活動を開始。この運動は、行動を起こさないオリンピック組織委員会の幹部やスポンサーに対しての抗議と、ロシア政府に対して「同性愛者へ憎悪犯罪を巻き起こしかねない」法律を見直すよう求めるものであった[39]。
- 1月31日
  - 「Anything But Coke」（コカ・コーラ以外ならどれでも）キャンペーン開始。人権侵害に対する抗議をコカ・コーラ社が拒否したことを受けて。一連の抗議活動はアメリカ合衆国国内の高校や大学で計画された[40]。
  - スウェーデン、ストックホルムで、「Live and Let Love」という企画動画の撮影のため、2000人が集まる。動画の主旨はロシア国内のLGBT当事者への連帯を伝えるためだった[41]。
  - アムネスティ・インターナショナル、ヒューマン・ライツ・ウォッチ、ヒューマン・ライツ・キャンペーンを含む、人権団体や同性愛者団体といった40の組織が公開書簡を10の国際的なオリンピックスポンサーに向けて提出。スポンサーに対して同性愛禁止法批難とレズビアン、ゲイ、バイセクシャル、トランスジェンダーの人々のための平等を促進する広告を掲載することを求める内容であった[42]。
- 2月1日 - パリで数団体の非政府組織が抗議活動を行う。レズビアン・ゲイに対する暴力を描いた絵を持ち、人の輪で五輪をつくるというものだった[43]。
- 2月2日 - フィンランドのオリンピック水泳選手、アリ=ペッカ・リウッコネン（英語版）が、「ソチオリンピックへ向け、ロシアの反同性愛法について啓蒙するため」自身が同性愛者とカミングアウト[44]。リウッコネンはアスリートとして現役の段階でカミングアウトとしたフィンランドの選手としては初。彼は2012年ロンドン・オリンピックに出場し銅メダルを獲得している[45]。
- 2月4日
  - ブリャンスク在住の9年生の女子学生が、彼女の「非伝統的性的指向」について公表した件で、同性愛禁止法を侵害したとして処罰を受ける[46]。彼女は同法に違反した初の未成年であり、本件が犯罪歴に記されることとなった[47]。
  - カナダ・ダイバーシティ・アンド・インクルージョン協会（英語版）が、LGBTの権利を支援するため、2人制リュージュについてのユーモラスな公共広告を発表。「このゲームはいつも少しゲイでした。これからもそうあるよう闘いましょう」という文言が付いていた。協会トップを務めるマイケル・バッハは、「LGBTの人々とそのアライの人々の、特にオリンピックにおける平等と待遇の必要性について、強いメッセージを発すること」を目的にしたと述べた[48]。
  - アメリカオリンピック委員会のスポンサーであるAT&Tが、アメリカ合衆国の企業としては初めてロシアの同性愛禁止法を公に非難し、LGBT擁護の立場を示した[49]。ヒューマン・ライツ・キャンペーンは世界的なオリンピック・スポンサーを含めた主要な企業に対して同法を非難するよう呼びかけていた[49]。
  - オープンリー・ゲイであるノルウェーのベント・ホイエ（英語版）保健福祉大臣が、夫と共に2014年ソチパラリンピックに出席すると発表。閣僚が配偶者と一緒に旅行することはよくみられる[50]。
  - 元オリンピック金メダリストであり、山岳部の選手村村長を務めるスヴェトラーナ・ジューロワ（英語版）が大会会期中に抗議活動を行わないよう呼びかけ、「私たちは皆、大会の参加者であり、これまでのオリンピックと同様、ストレートの人にもホモセクシャルの人にも拍手を送るつもりです」と述べた[51]。彼女はこれに先立ってロシアのテレビ番組に出演し、ゲイ・プロパガンダ禁止を擁護していた[52]。
  - NFL所属でLGBTアライのクリス・クルー（英語版）が、イギリス、ロンドンの『ガーディアン』紙において、ソチオリンピアンたちに対して「ロシア国内のLGBTQ当事者に対する権利の侵害」について声を上げるように呼びかける[53]。
- 2月6日
  - ロシア・フリーダム・ファンド、アスリート・アリー、コパイロットが、フェア・ゲーム・プロジェクトと提携してロシアのLGBTへの扱いに抗議するPSAを制作し、ロシアやそれ以外の国における同様の虐待についてもスポットライトを当てた[54]。
  - アメリカオリンピック委員会スポンサーである、ヨーグルト会社のチョバニとデヴライ大学（英語版）が、同性愛禁止法反対とLGBT平等支持の姿勢を明確に取る。チョバニのCEO、ハムディ・ウルカヤ（英語版）はCNBCとのインタビューの場において「我々はロシアの反LGBT法に反対します」と話した[55]。

#### 大会期間中
- 2月4日 - カルガリー、エドモントン、ハリファックス、ケベックシティ、セントジョンズ、トロントなどカナダの主要都市が、ロシアのLGBTの人々をたたえ、政府機関の建物にレインボーフラッグを掲げた[56][57]。大会終了まで、このキャンペーンに少なくとも33の都市とカナダの10州のうち8つの州議会が参加した。
- 2月6日 - Googleはホームページのロゴを、「オリンピック憲章」の検索にリンクするスポーツのピクトグラムが描かれたレインボーカラーのGoogle Doodleに変更し、ページ下部にも憲章からの引用文を配置した[58]。このDoodleは各種メディアで差別への抗議の象徴として報じられたが、Googleは特に因果関係を認めていない[59][60]。
- 2月7日
  - 開会式を目前に控えたサンクトペテルブルクで、アナスタシア・スミルノワ、アレクサンドラ・セメノヴァをはじめとする、妊婦を含む4人のLGBT活動家が、「差別はオリンピック・ムーブメントと相容れない」と書かれた横断幕を掲げて逮捕された[61][注釈 5]。
  - バラク・オバマ米大統領は、NBCスポーツのボブ・コスタス（英語版）とのインタビューで、アメリカのオリンピック代表団に同性愛者の選手を加えたのは、ロシアの法律へ対抗する尖ったメッセージを送るためだったことを明かし、「性的指向に基づく差別を含め、いかなる差別にも従わないということを明確にしたかったということで間違いない」「オリンピックの素晴らしい点の一つは、どこから来たか、どんな顔をしているか、誰を愛しているかに関係なく、自分の実力で判断されることであり、それはオリンピックの精神と一致していると思う」と述べた[62]。
  - 『ハフィントンポスト』は、ロシアのLGBTに対する姿勢やそれに伴う抗議運動を皮肉って、開会式では作曲家のピョートル・チャイコフスキーをはじめとする「歴史上最も広く評価され、間違いなくゲイであるロシア人」への賛辞が行われたと指摘した。ウクライナ生まれのロシア人ユーモア作家、劇作家、小説家のニコライ・ゴーゴリ、映画監督のセルゲイ・エイゼンシュテイン、バレエダンサーのヴァーツラフ・ニジンスキー、芸術家のパトロンでありロシア・バレエ団として知られるバレエ・リュスの創設者であるセルゲイ・ディアギレフなども取り上げられているが、主催者側はこれらの人物が「ロシア文化への貢献と功績」によって選ばれたと主張し、LGBTの権利との関係を否定している[63][64]。同様に、ロシアのポップデュオt.A.T.u.が開会式のパフォーマンスに招待されたことにも注目が集まった。彼らは実際にはレズビアンではないが、女性デュオであり、音楽やステージ上の人物像にレズビアンをテーマとして取り上げていることで知られ、ライブではしばしば女性同士でキスをしている。また、彼らの名前は「この女の子はその女の子を愛している」という意味のロシア語の短縮形が転訛したものであり、2007年には「モスクワ・プライド」（ロシア語版）でのプライド・パレードに当時のモスクワ市長、ユーリ・ルシコフが反対したことを受けて、LGBTの権利を支持する声明を出している[65]。なお、五輪主催者側はt.A.T.uが選ばれた理由として、LGBT運動との関係を否定しつつ、国際的によく知られている歌手であることを挙げている[66]。
  - IOCのトーマス・バッハ会長は開会式でスピーチし、差別に対して強い姿勢を示した[67]。Yes, Yes, it is possible – even as competitors – to live together under one roof in harmony, with tolerance and without any form of discrimination for whatever reason.[68]

ええ、そうです。たとえライバル同士であったとしても、一つの屋根の下、寛容かつ調和のとれた、いかなる理由による差別もない生活を送ることは可能なのです。 — トーマス・バッハ、2014年ソチオリンピックの開会式でのスピーチにて
  - 今大会でアウティングされたと報じられた6人の競技者の一人であるシェリル・マースは、ロシアのLGBT当事者と連帯して、LGBTの「宣伝」を初めて行った。ソチのスロープスタイル競技で予選通過を目指した後、女性との結婚を公表したオランダ出身のマースは、虹とユニコーンをあしらったグローブをカメラに向かって掲げた。以前、「ロシアの選択により、IOCは時代を逆行している」と述べ、ソチでの大会開催決定を批判したと報じられている[69]
- 2月10日 - ESPNのテレビ番組『Outside the Lines』でスノーボードのカレン・チャイフリック・シフソフ選手（当時24歳）が[70]、ロシアの法律を踏まえ、LGBTの権利についての声明を出すためにソチでカミングアウトしたかったが、アメリカ代表選抜から漏れてしまったと語った[70]。
- 2月13日 - オランダ・アムステルダムの友人グループが、プーチンの同性愛者の権利に関する発言に抗議するためのオンラインゲーム「Putin Gay Dress Up」をリリースした[71]。このゲームでプレイヤーは、女性向けの服やロシアのフェミニスト・パンク・ロックバンド、プッシー・ライオットのTシャツなど、ゲイのステレオタイプとしてプーチン大統領をドレスアップする[72]。